# Jeff Allen (giocatore di football americano)
Jeff Allen (Chicago, 8 gennaio 1990) è un giocatore di football americano statunitense che gioca nel ruolo di offensive tackle per gli Houston Texans della National Football League (NFL). Fu scelto nel corso del secondo giro (44º assoluto) del Draft NFL 2012 dai Kansas City Chiefs. Al college ha giocato a football ad Illinois.

## Carriera professionistica

### Kansas City Chiefs
Considerato uno dei migliori prospetti tra gli offensive tackle disponibili nel Draft 2012, il 27 aprile 2012 Allen fu scelto nel corso del secondo giro dai Kansas City Chiefs. Nella sua stagione da rookie disputò 16 partite, 13 delle quali come titolare.

### Houston Texans
Il 9 marzo 2016, Allen firmò un contratto quadriennale con gli Houston Texans.

### Ritorno ai Chiefs
Nel 2018 Allen firmò per fare ritorno ai Chiefs.